# Araneus guandishanensis
Araneus guandishanensis är en spindelart som beskrevs av Zhu, Tu och Hu 1988. Araneus guandishanensis ingår i släktet Araneus och familjen hjulspindlar. Inga underarter finns listade i Catalogue of Life.